# Шаинова, Марина Владимировна
Мари́на Влади́мировна Ша́инова (род. 14 марта 1986, Коноково, Краснодарский край) — российская тяжелоатлетка, член сборной России. Рекордсменка России (от 11 августа 2008 года — сумма 237 кг). Четырёхкратная чемпионка Европы (2005—2007, 2011). Училась в средней школе № 4. Тяжёлой атлетикой начала заниматься в 8 лет, первым тренером был отец. Впервые выступила в составе сборной в 2000 году. Является чемпионкой мира среди юниоров 2005 и 2006 годов. В 2007 году на чемпионате мира для взрослых завоевала серебряную медаль.
18 июня 2016 года Международная федерация тяжёлой атлетики опубликовала список 7 спортсменов, включая Марину Шаинову, в допинг-пробах которых с Олимпийских игр 2008 года после перепроверки был обнаружен допинг. Спортсменка временно была отстранена от соревнований. 31 августа 2016 года Международный олимпийский комитет аннулировал результаты Марины Шаиновой на Олимпийских играх 2008 и лишил её серебряной медали в категории до 58 кг

## Награды и звания
- Заслуженный мастер спорта России
- Медаль ордена "За заслуги перед Отечеством" II степени — За большой вклад в развитие физической культуры и спорта, высокие спортивные достижения на Играх XXIX Олимпиады 2008 года в Пекине (2009)[5]